# Школа «Чорна діра»
«Школа „Чорна діра“» (англ. Strange Days at Blake Holsey High, Дивні дні у середній школі Блейка Голзі) — канадський науково-фантастичний підлітковий телесеріал. Вперше показаний у Північній Америці в жовтні 2002 року на телеканалі NBC. Дія розгортається у вигаданій школі-інтернаті Блейка Голзі, де Науковий Клуб, куди входять п'ять учнів та їхній викладач, досліджує кумедні, а часом і небезпечні явища, спричинені чорною дірою, розташованою на території школи.
Серіал налічує 42 епізоди по 25 хвилин кожний. Останні три з них утворюють фінальну сюжетну арку та складають четвертий сезон. В Україні транслювався на «Новому каналі».

## Сюжет
До школи Блейка Голзі прибуває нова учениця — Джосі Трент, вигнана з попередньої школи. Нещодавно в школі Блейка Голзі зник вчитель, і Джосі випадково потрапляє до гуртка, де саме обговорювали цю подію. Її балаканина щодо причин зникнення здається учасникам гуртка правдоподібною, вони здружуються з Джосі. Зрештою це приводить до того, що Джосі на власні очі бачить, що зі школою не все гаразд. П'ятеро учнів та їхній молодий викладач, присланий замість зниклого, утворюють Науковий Клуб.
У школі Блейка Голзі час від часу трапляються загадкові події, Науковий Клуб прагне дізнатися, що ж стоїть за цим всім. Особливо їх непокоїть Передайн Індастріз — лабораторія, зруйнована 15 років тому через аварію, розташована поруч зі школою. Проте директорка всіх запевняє в тому, що в «школі Блейка Голзі все спокійно».

### Перший сезон
У ніч перед прибуттям Джосі до школи Блейка Голзі загадковим чином зникає професор Мідлтон. Джомі разом з новою подругою Коррін виявляє в його кабінеті чорну діру, що тимчасово переносить їх до лабораторії Передайн 4 жовтня 1987 року, в день вибуху на ній. З учасниками Наукового Клубу, куди вступає Джосі, Коррін, Маршаллом і Ваном відбуваються непоясненні події, змінюються закони фізики. Керівник клубу, професор Ноель Захарі, намагається раціонально пояснити ці випадки.
Врешті Джосі випадково потрапляє з Ваном у минуле, в 1977, щоб знайти його матір Сару Пірсон, але це змінює теперішнє на гірше. Хоча хід історії вдається відновити, майбутній керівник Передайн, Віктор Пірсон, викрадає в Джосі кульку, яка через переміщення в часі стала джерелом необмеженої енергії. В Науковому Клубі випадково створюють клона Джосі, котрий користується чорною дірою, щоб втекти до паралельного світу.
До рук Джосі потрапляє радіо, що транслює новини з недалекого майбутнього. З нього учениця дізнається про зникнення школи і в намаганні завадити цьому довідується про відновлення Передайн Індастріз експериментів. Разом з друзями вона дізнається про якісь плани Віктора Пірсона, і користується новою аномалією — можливістю зменшувати об'єкти, для слідкування за ним.

### Другий сезон
Дивні випадки в школі продовжуються. Син Віктора, Ван, починає шпигувати за батьком для допомоги в розслідуваннях. Джосі отримує годинник, який дозволяє зупиняти час, і користується ним, щоб відібрати у Пірсона кульку, яку він викрав у 1977 році. Але з'являється клон Джосі, котрий забирає годинник і повертає кульку на місце.

### Третій сезон
У школі Блейка Голзі стаються все незвичайніші аномалії. Джосі й Ван отримують капсулу з майбутнього, куди повинні помістити кулон Сари, зниклої дружини Віктора, щоб вона змогла виконати якийсь таємничий план. Джосі переноситься в 1987, попри заперечення друзів, і забирає кульку у Пірсона в момент вибуху. Та коли повертається, то виявляє, що школа закрита, а Передайн Індастріз збанкрутувала. Але біля неї виявляється кулон Сари.

### Четвертий сезон
Джосі опиняється в паралельному світі. Її клон, що зайняв її місце в оригінальній історії, зустрічає Віктора. Джосі-клон розуміє, що той намагався повернути свою дружину Сару, загублену в часі. Пірсон знаходить послану Сарою капсулу, що містить зашифроване послання. Однак для розшифровки необхідний кулон. Ван зустрічає Андреаса Авеніра, який пояснює, що його мати через аварію в лабораторії опинилася в далекому майбутньому. Авенір обіцяє повернути її в обмін на кульку. Джосі-клон радить знайти справжню Джосі та виявляється мандрівницею різними паралельними світами. Вона вирушає слідом за оригіналом, де пояснює, що Сара була наглядачкою за ходом історії з майбутнього, покликана забезпечити винайдення Віктором машини часу. Вона лише ненадовго затрималася в минулому, покохавши Віктора і народивши Вана. Андреас скористався винаходом для зміни історії так, як вигідно йому для отримання влади над світом. Якщо він отримає кульку та вставить її до свого пристрою, схованого в підлозі школи, то отримає здатність вільно подорожувати в часі, як вже робив у багатьох паралельних гілках історії. Клон лишається в альтернативному світі, а справжню Джосі відправляє назад.
Повернувшись, Джосі розкриває, що Авенір — її батько. Їй вдається отримати повідомлення Сари, котра повідомляє, коли Авенір буде вразливим, щоб забрати в нього кульку. Ван поміщає кульку в пристрій Аверніра, тоді Джосі затримує його досить, щоб Сара встигла повернутися. Після її проходу Авеніра затягує в майбутнє, а кулька стає звичайною.
Школа Блейка Голзі закривається, Джосі вирушає додому, де мусить довчитися за свої прогули. Також вона планує дізнатися більше про батька. Ван приносить новину про те, що Віктор фінансує нову школу в тій самій будівлі.

## Персонажі
- Джосі Трент (англ. Josie Trent) — 14-річна учениця, переведена до школи Блейка Голзі після зміни кількох приватних шкіл. У матері Джосі секретна робота, вона постійно знаходиться у відрядженнях, тому Джосі навчилася бути самостійною. Джосі, хоч і має посередні успіхи в навчанні, цікавиться наукою. Вона емоційна і прямолінійна, дуже запальна і ненавидить будь-який обман. Не боїться порушувати правила і діставатися туди, куди більше ніхто не зважився піти.
- Коррін Бакстер (англ. Corrine Baxter) — кругла відмінниця, сусідка по кімнаті і найкраща подруга Джосі. Коррін — протилежність Джосі, педантична і старанна, дотримується всіх правил.
- Лукас Рендалл (англ. Lucas Randall) — інтелектуал та ерудит, але не дуже гарний спортсмен. Вірить у теорії змови, іншопланетян і тому подібне, через що отримує зауваження від вчителів та директорки. Хоч історіям Лукаса про таємниці школи ніхто не вірить, його неординарні теорії не раз рятували становище. Лукас цікавиться чутками про лабораторію Передайн і впевнений, що саме її дослідження викликають аномалії в школі.
- Маршалл Вілер (англ. Marshall Wheeler) — сусід Лукаса по кімнаті, розумний і кмітливий. Захоплюється комп'ютерами, чим пишається. Крім того він співає і грає на клавішних інструментах в шкільній групі «Магніт 360».
- Ван Пірсон (англ. Vaughn Pearson) — п'ятий учень в Науковому Клубі, син Віктора Пірсона — власника і засновника лабораторії Передайн Індастріз, а також мецената школи. Ван дуже популярний в школі, відмінно грає у футбол. Батько змушує Вана здобувати інформацію про те, що відбувається в Науковому Клубі.
- Професор Ноель Захарі (англ. Professor Noel Zachary) або Професор Зі — викладач у школі Блейка Голзі і голова Наукового Клубу. Так само як і Джосі, йому дуже цікаво дізнатися, що ж відбувається в школі насправді. Свого часу Захарі отримав стипендію від Передайн і вступив до коледжу. Він написав безліч книг та наукових статей про непояснені явища і міг би викладати в найкращих університетах країни. Але він воліє залишатися простим шкільним учителем, оскільки у школі Блейка Голзі купа таємниць. Професор Захарі — єдиний дорослий у школі, якому Науковий Клуб повністю довіряє.
- Директорка Аманда Дарст (англ. Principal Amanda Durst) — колишня вчителька і директорка школи Блейка Голзі вже протягом 10 років. Пильно спостерігає за діяльністю Наукового Клубу і завжди не згодна з «вільними» методами викладання професора Захарі. Запевняє всіх, що в школі все гаразд, хоч і знає про дивні випадки в ній.
- Віктор Пірсон (англ. Victor Pearson) — батько Вана, глава шкільного комітету і постійний противник розслідувань Наукового Клубу. Виглядає похмурим і безжалісним і дійсно причетний до аномалій в школі, але всі його дослідження спрямовані на те, щоб повернути зниклу дружину. Як з'ясовується в заключних епізодах, доля Віктора — створити технологію подорожей у часі на благо людства.
- Прибиральник (англ. The Janitor) — мовчазний працівник, за яким інші помічають, що він знає про всі їхні пригоди і таємно слідкує за школою. У заключних епізодах з'ясовується, що він спостерігач за мандрівниками в часі, а сам прийшов з «такого далекого майбутнього, яке неможливо навіть уявити».

## Актори
| Роль                                                         | Актор(ка)                                          |
| ------------------------------------------------------------ | -------------------------------------------------- |
| Джосі Трент (англ. Josie Trent)                              | Емма Тейлор-Айшервуд (англ. Emma Taylor-Isherwood) |
| Коррін Бакстер (англ. Corrine Baxter)                        | Шейді Сіммонс (англ. Shadia Simmons)               |
| Лукас Рендалл (англ. Lucas Randall)                          | Майкл Сітер (англ. Michael Seater)                 |
| Маршалл Вілер (англ. Marshall Wheeler)                       | Ноа Рейд (англ. Noah Reid)                         |
| Ван Пірсон (англ. Vaughn Pearson)                            | Роберт Кларк (англ. Robert Clark)                  |
| Ноель Захарі (англ. Noel Zachary)                            | Джефф Дуглас (англ. Jeff Douglas)                  |
| Аманда Дарст (англ. Amanda Durst)                            | Велері Бойл (англ. Valerie Boyle)                  |
| Віктор Пірсон (англ. Victor Pearson)                         | Лоренс Бейн (англ. Lawrence Bayne)                 |
| Прибиральник (англ. Janitor)                                 | Тоні Манч (англ. Tony Munch)                       |
| Сара Пірсон (англ. Sarah Pearson)                            | Дженні Купер (англ. Jenny Cooper)                  |
| Джек (Андреас) Авенір (англ. Jack Avenir aka Andreas Avenir) | Джон Ралстон (англ. John Ralston)                  |

## Нагороди та номінації
Серіал «Школа „Чорна діра“» було номіновано на кілька премій, але він не отримав жодної з них. Автори сценарію Джефф Кінг, Джефф Шехтер і Терез Бопре були номіновані на премію 31st Daytime Emmy Awards в 2004 році в категорії «Видатний сценарій в дитячому серіалі». Емма Тейлор-Айшервуд, Шейді Сіммонс і Роберт Кларк були номіновані на премію Young Artist Award на початку 2003 року, причому Айшервуд була заявлена як акторка другого плану, Сіммонс як провідна акторка, а Кларка розглядали як «запрошеного актора». Сіммонс була номінована вдруге на наступний рік разом з Талією Шлейнджер (грала другорядну персонажку Медісон).